# Capas
Capas (Bayan ng Capas) är en kommun i Filippinerna. Kommunen ligger på ön Luzon, och tillhör provinsen Tarlac. Folkmängden uppgår till 95 219 invånare.

## Bildgalleri

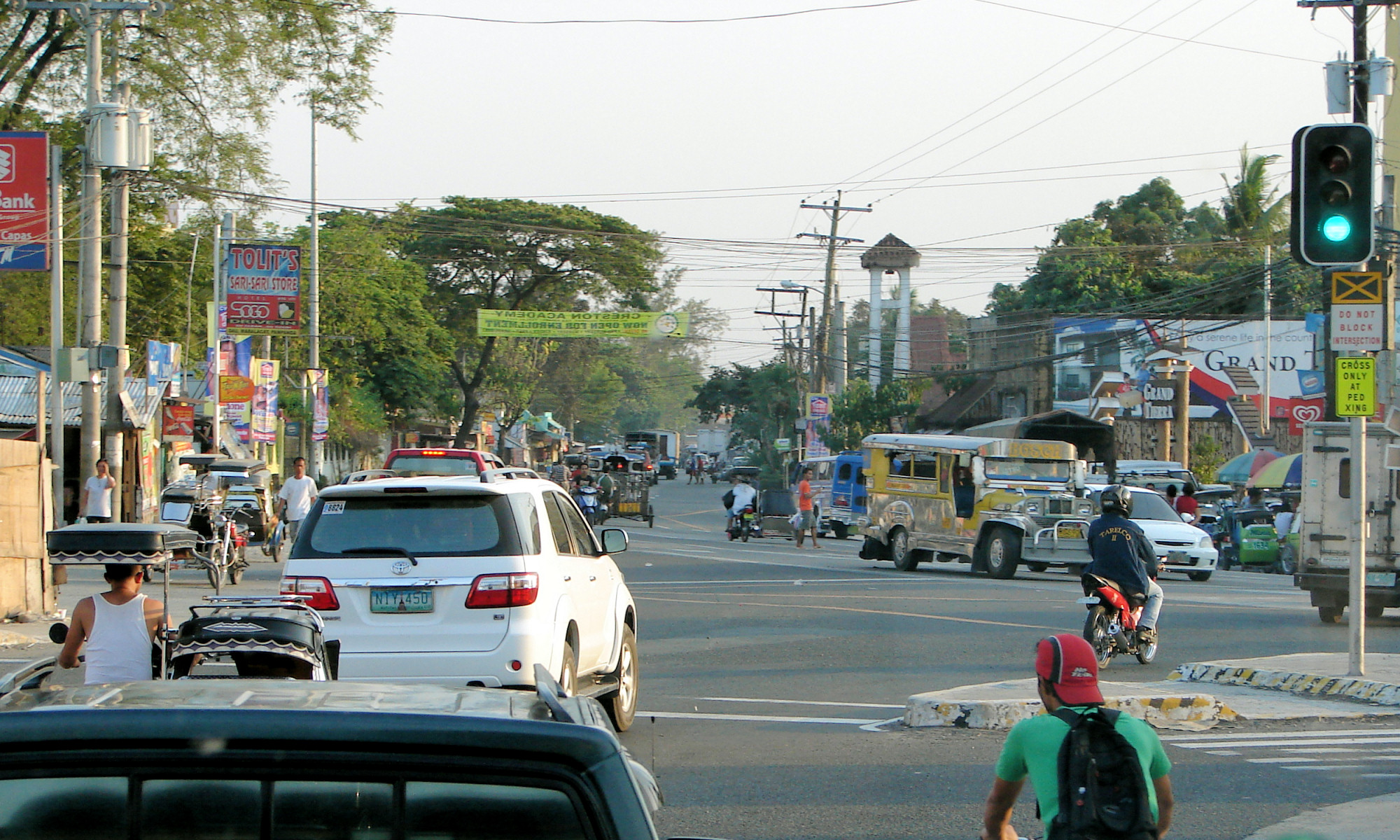

## Barangayer
Capas är indelat i 20 barangayer.
| - Aranguren - Bueno - Cristo Rey - Cubcub (Pob.) - Cutcut 1st - Cutcut 2nd - Dolores - Estrada (Calingcuan) - Lawy - Manga | - Manlapig - Maruglu - O'Donnell - Santa Juliana - Santa Lucia - Santa Rita - Sto. Domingo 1st - Sto. Domingo 2nd - Santo Rosario - Talaga |